# Дьяконов, Михаил Алексеевич
Михаил Алексеевич Дьяконов (25 июня 1885, Томск — 22 октября 1938, Ленинград) — российский писатель и переводчик.

## Биография
Окончил экономический факультет Петербургского политехнического института в 1911 году.
Работал в Азовско-Донском банке (1910—1918), затем в нескольких коммерческих организациях. В 1921—1926 и 1928—1929 годах сотрудник советского торгового представительства в Норвегии, затем работал в объединении «Экспортлес». В дальнейшем деятельность Дьяконова сместилась в сторону издательского дела: он заведовал издательством Арктического института, работал в Гослитиздате.
Автор популярных книг о путешествиях: «Путешествия в полярные страны» (1931), «Путешествия в Среднюю Азию от древнейших времен до наших дней» (1932), «Четыре тысячи миль на „Сибирякове“» (1934), «История экспедиций в полярные страны» (1938). Перевёл на русский язык книги Руаля Амундсена «По воздуху до 88° северной широты» (1926) и Амундсена и Элсворта «Перелёт через Ледовитый океан» (1927), обе в соавторстве с сыном Михаилом, а также его же «Мою жизнь» (1930), написал для серии «Жизнь замечательных людей» книгу «Амундсен» (1937).
Среди художественной литературы, переведённой Дьяконовым, — романы «Ярмарка тщеславия» У. Теккерея, «Жан-Кристоф» Р. Роллана (два тома), «Кристин, дочь Лавранса» Сигрид Унсет, «Джимми Хиггинс» Э. Синклера и др.
31 марта (или 1 апреля) 1938 года арестован по обвинению в шпионаже и контрреволюционной деятельности. Расстрелян. 

## Семья
Отец востоковедов Игоря Дьяконова и Михаила Дьяконова.

## Некрография
В 1956 году реабилитирован.
27 марта 2016 года в Санкт-Петербурге на фасаде дома 9 по Большой Монетной улице был установлен мемориальный знак «Последний адрес» Михаила Алексеевича Дьяконова.